# Louvite

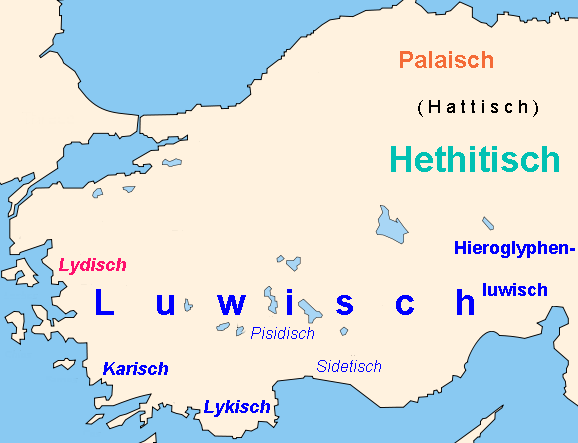
Extension géographique des langues hittites à la fin de l'âge du fer ; en bleu les langues de la famille louvite, autre source que l'image précédente

Le louvite est une langue anatolienne apparentée au hittite-nésite et au palaïte. Elle était parlée dans le sud de l'Anatolie au IIe millénaire av. J.-C. Elle survécut à la chute de l'Empire hittite et donna peut-être naissance au milyen, au lycien et au lydien.
Plusieurs des divinités grecques ont été adoptées (Pégase Pihassassa  en louvite)
Contrairement au hittite-nésite et au palaïte, elle n'a pas été fortement influencée par le hatti. Le louvite est potentiellement la langue de la Troie historique.

## Connaissance de la langue

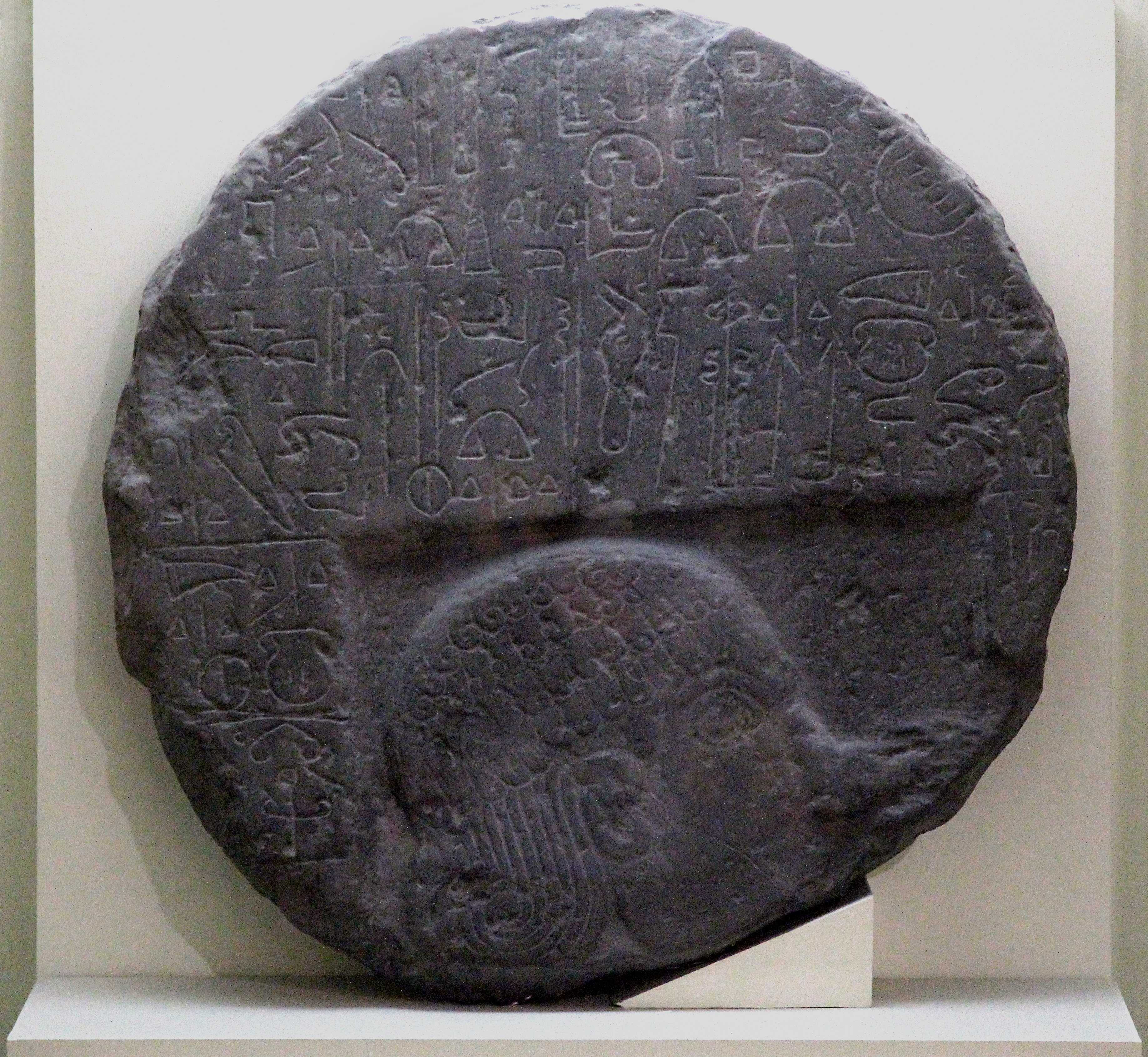
Stèle d'Andaval conservée au Musée archéologique de Niğde. Les hiéroglyphes louvites, partiellement déchiffrables, mentionnent Saruwanis, le roi de Nahitiya.

La langue louvite, peu utilisée par l'administration hittite, a été notée à l'aide de l'écriture cunéiforme. Néanmoins une écriture particulière, désignée initialement mais incorrectement sous le terme de hiéroglyphes hittites, s'était développée à partir du XVe siècle av. J.-C., alors que la plupart des inscriptions, à caractère essentiellement monumental, utilisant cette écriture transcrivent du louvite. Des inscriptions en louvite hiéroglyphique (en) datant d'une époque aussi tardive que le VIe siècle av. J.-C. ont été retrouvées dans le nord de la Syrie actuelle. Ces hiéroglyphes ne semblent pas apparentés aux hiéroglyphes égyptiens ou crétois et sont considérés comme une invention locale.
Les Chants d'Istanuvi sont écrits en un louvite hiéroglyphique différent du louvite hiéroglyphique classique.
Les hiéroglyphes louvites tombent en désuétude à l'époque où les Assyriens deviennent bilingues, utilisant aussi bien la langue assyrienne et son écriture cunéiforme que la langue araméenne et son écriture alphabétique linéaire.

## Classification
Plusieurs autres langues anatoliennes, notamment le carien, le lycien et le milyen (également appelé lycien B ou lycien II), sont aujourd’hui généralement considérées comme apparentées au louvite et plus étroitement liées entre elles que les autres composantes de la branche anatolienne. Ceci suggèrerait que ces langues formaient initialement une sous-branche de l’anatolien. Certains linguistes, suivant Craig Melchert, désignent ce groupe plus large sous le nom de « louvite », tandis que d’autres parlent de « groupe louvite » (et, en ce sens, le « louvite » peut désigner plusieurs langues distinctes). De même, le proto-louvite peut désigner l’ancêtre commun de l’ensemble du groupe, ou simplement l’ancêtre du louvite (normalement, selon les conventions de nomenclature, si la branche est appelée louvite, son ancêtre devrait être appelé proto-louvite ou louvite commun ; en pratique, ces noms sont rarement utilisés). Le groupe louvite est en tous cas l'une des trois principales sous-branches de l'anatolien, avec le hittite et le palaïte.
Comme le louvite présente de nombreux archaïsmes, il est considéré comme important pour l'étude des langues indo-européennes en général, ainsi que des autres langues anatoliennes et de l'espace égéen de l'âge du bronze. Ces archaïsmes sont souvent considérés comme corroborant l'idée que la langue proto-indo-européenne (PEI) possédait trois ensembles distincts de consonnes vélaires : les vélaires simples, les palatovélaires et les labiovélaires. Pour Melchert, le proto-indoeuropéen *ḱ → z louvite (probablement prononcé [ts]) ; *k → k ; et *kʷ → ku (probablement [kʷ]). Le louvite a également été noté pour son verbe kalut(t)i(ya)-, qui signifie « faire le tour de » et dérive probablement de *kalutta/i- « cercle ». Il a été avancé que ce verbe dériverait d'un mot proto-anatolien signifiant « roue », lui-même dérivé du mot courant pour « roue » que l'on retrouve dans toutes les autres familles indo-européennes. La roue a été inventée au Ve millénaire av. J.-C. et, si kaluti en dérive, la branche anatolienne a quitté l'indo-européen après son invention (ce qui valide l'hypothèse kourgane comme applicable à l'anatolien). Cette hypothèse reste cependant à confirmer.

## Grammaire
Le louvite a une grammaire typique des langues anatoliennes :
- phonologie : le louvite possède les 3 voyelles a, i et u.
- genres : il y a deux genres, l'animé (qui correspond au masculin et féminin) et le neutre (inanimé).
- nombres : singulier et pluriel.
- déclinaisons : il y a 6 cas comme en latin ou en russe.
- conjugaisons : il y a 3 personnes x 2 nombres :

|           |             | Présent | Passé  | Impératif |
| --------- | ----------- | ------- | ------ | --------- |
| Singulier | 1. Personne | -wi     | -ha    | –         |
| Singulier | 2. Personne | -si     | -ta    | Ø         |
| Singulier | 3. Personne | -ti(r)  | -ta(r) | -tu(r)    |
| Pluriel   | 1. Personne | -mina   | -hana  | –         |
| Pluriel   | 2. Personne | -tani   | -tan   | -tanu     |
| Pluriel   | 3. Personne | -nti    | -nta   | -ntu      |

## Phonologie
La reconstitution de l'inventaire phonémique du louvite repose principalement sur les textes écrits et des comparaisons avec l'évolution connue d'autres langues indo-européennes. Deux séries de consonnes peuvent être identifiées, l'une étant géminée en cunéiforme. Ces consonnes pourraient avoir été distinguées par leur voisement ou leur gémination. Ce contraste a disparu en position initiale et finale, suggérant que le voisement n'apparaissait qu'intervocalement.
Le tableau suivant présente un inventaire consonantique minimal, tel qu'il peut être reconstitué à partir de l'écriture. L'existence d'autres consonnes, non différenciées à l'écrit, est possible.
|              |              | Bilabiale | Alvéolaire | Palatale | Vélaire   | Uvulaire  |
| ------------ | ------------ | --------- | ---------- | -------- | --------- | --------- |
| Nasale       | forte        | *m : <mm> | *n : <nn>  |          |           |           |
| Nasale       | lène         | <m>       | <n>        |          |           |           |
| Occlusive    | forte        | *p <pp>   | *t         |          | *k <kk>   |           |
| Occlusive    | lène         | *b        | *d <t>     |          | *ɡ <k>    |           |
| Fricative    | forte        |           | *s <šš>    |          | *x~χ <ḫḫ> | *x~χ <ḫḫ> |
| Fricative    | lène         |           | <š>        |          | *ɣ~ʁ <ḫ>  | *ɣ~ʁ <ḫ>  |
| Affriquée    | forte        |           | *t͡s <zz>   |          |           |           |
| Affriquée    | lène         |           | *d͡z <z>    |          |           |           |
| Vibrante     | Vibrante     |           | *r         |          |           |           |
| Approximante | Approximante | *w        | *l         | *j       |           |           |

Il n'y a que trois voyelles, /a/, /i/ et /u/, qui peuvent être courtes ou longues. La longueur des voyelles n'est pas stable, mais varie avec l'accent tonique et la position du mot. Par exemple, le mot annan apparaît seul comme adverbe sous la prononciation ānnan (« sous »), mais comme préposition, il devient annān pātanza (« sous les pieds »).
Les caractères translittérés par -h- et -hh- ont souvent été interprétés comme des fricatives pharyngiennes [ħ] et [ʕ]. Cependant, il se pourrait qu'il s'agisse plutôt de fricatives uvulaires [χ] et [ʁ] ou de fricatives vélaires [x] et [ɣ]. Dans les emprunts à l'ougaritique, ces sons sont transcrits par <ḫ> et <ġ>, tandis qu'en égyptien, ils sont transcrits par 𓐍 ḫ et 𓎼 g. Comme ces deux langues possédaient des consonnes pharyngales, il est peu probable que les sons louvites aient été pharyngales.
Dans les transcriptions cunéiformes louvites, š est traditionnellement distingué du s, car il s'agissait à l'origine des signes distincts pour deux sons différents, mais en louvite, les deux signes représentaient probablement le même son /s/.
Une évolution phonologique notable en louvite est le rhotacisme ; dans certains cas, /d/, /l/ et /n/ deviennent /r/. Par exemple, *īdi (« il reçoit ») devient īri et wala- (« meurt ») devient wara-. De plus, un /d/ en position finale de mot peut être supprimé et un /s/ peut être ajouté entre deux consonnes dentales, ce qui fait que *ad-tuwari devient aztuwari (« vous mangez tous ») (/ds/ et /z/ sont phonétiquement identiques).